# Plaza San Martín (Azul)

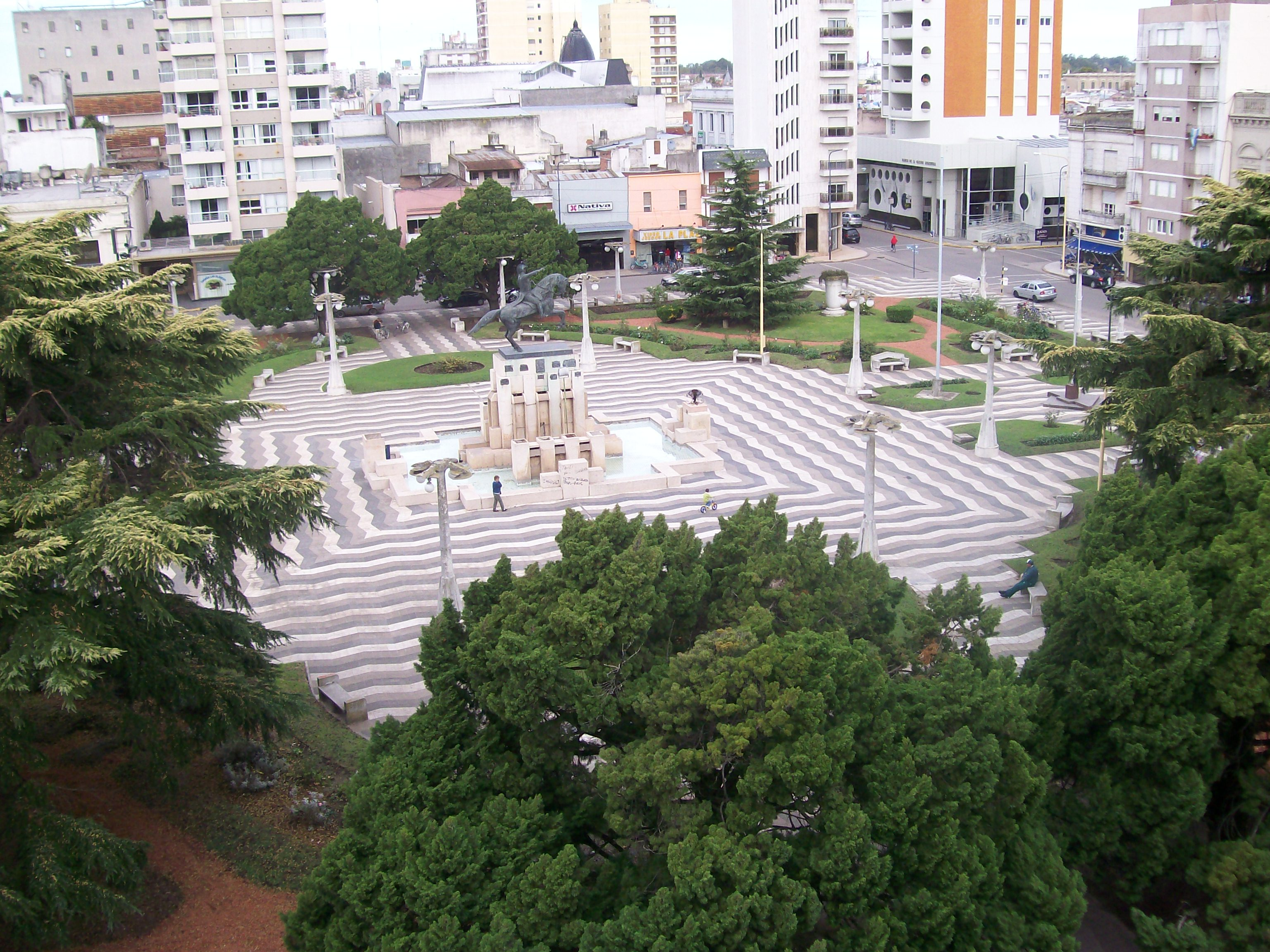
La Plaza San Martín de Azul

La Plaza San Martín se ubica en el centro de la ciudad de Azul, provincia de Buenos Aires.
Se encuentra rodeada por las calles San Martín, Burgos, H.Yrigoyen y Colón.

## Historia
En los primeros tiempos del Fuerte de San Serapio Mártir del Arroyo Azul, fundado por el coronel Pedro Burgos, quien siguió las indicaciones del gobernador Juan Manuel de Rosas (que había recorrido la zona en una expedición que hiciera en 1825, conjuntamente con el coronel Juan Lavalle y el ingeniero Felipe Senillosa, por indicación del Ministro Bernardino Rivadavia), la actual Plaza San Martín fue conocida como Plaza Mayor. Posteriormente se la denominó "De las Carretas" y en la década del '80 (siglo XIX), recibió el nombre de "Colón", cuando se modificó su trazado y se le incorporaron bancos, canteros y una fuente.  
La conocida "Fuente de las Nereidas" -que no era de mármol sino trabajada en cemento por un artista local-, fue demolida en 1912 a pedido de varias decenas de vecinos que consideraban impúdica la obra frente a la flamante iglesia (actual catedral).
Durante el gobierno conservador de Manuel Fresco, se realizaron muchas obras en distintos partidos de la provincia de Buenos Aires, todas a cargo de un ciudadano italiano, el arquitecto e ingeniero Francisco Salamone. La nueva plaza pasó a llamarse San Martín, fue obra original y muy ponderada de Salamone, quien la diseñó con el estilo protorracionalista-decó.Fue inaugurada el 12 de octubre de 1939 con la presencia del vicepresidente de la Nación, Ramón Castillo.

## Imágenes

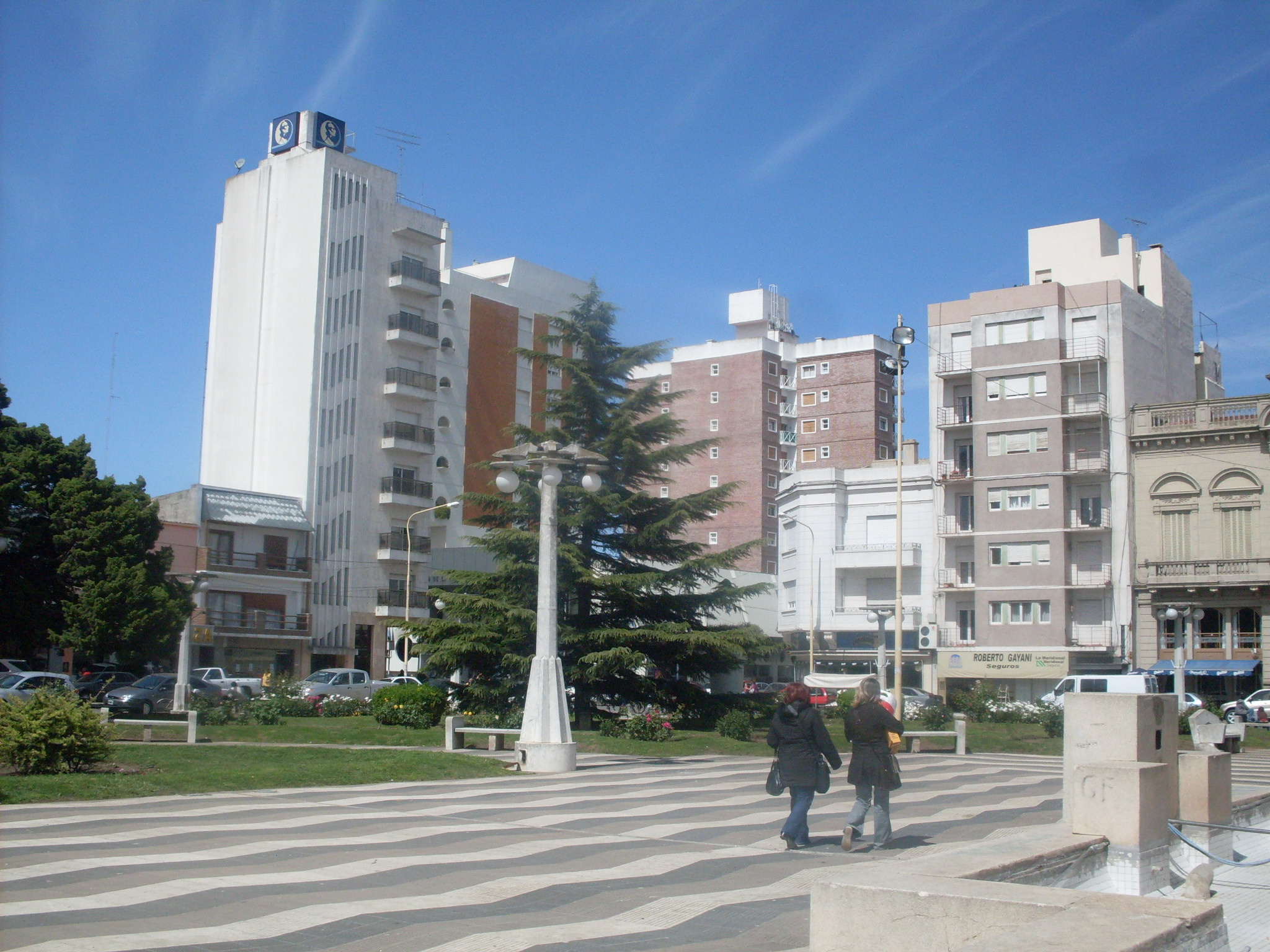
Vista SO
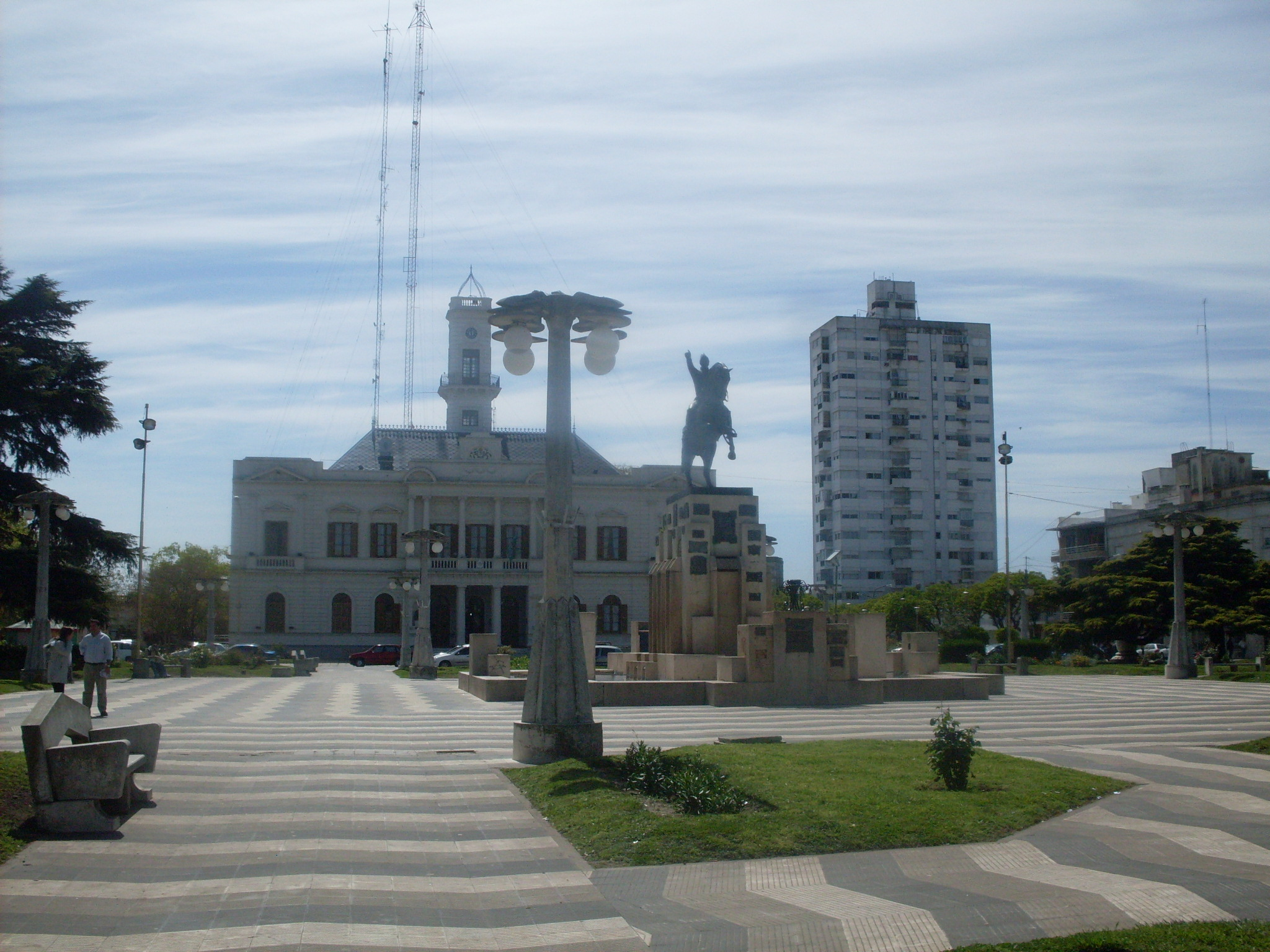
Municipalidad
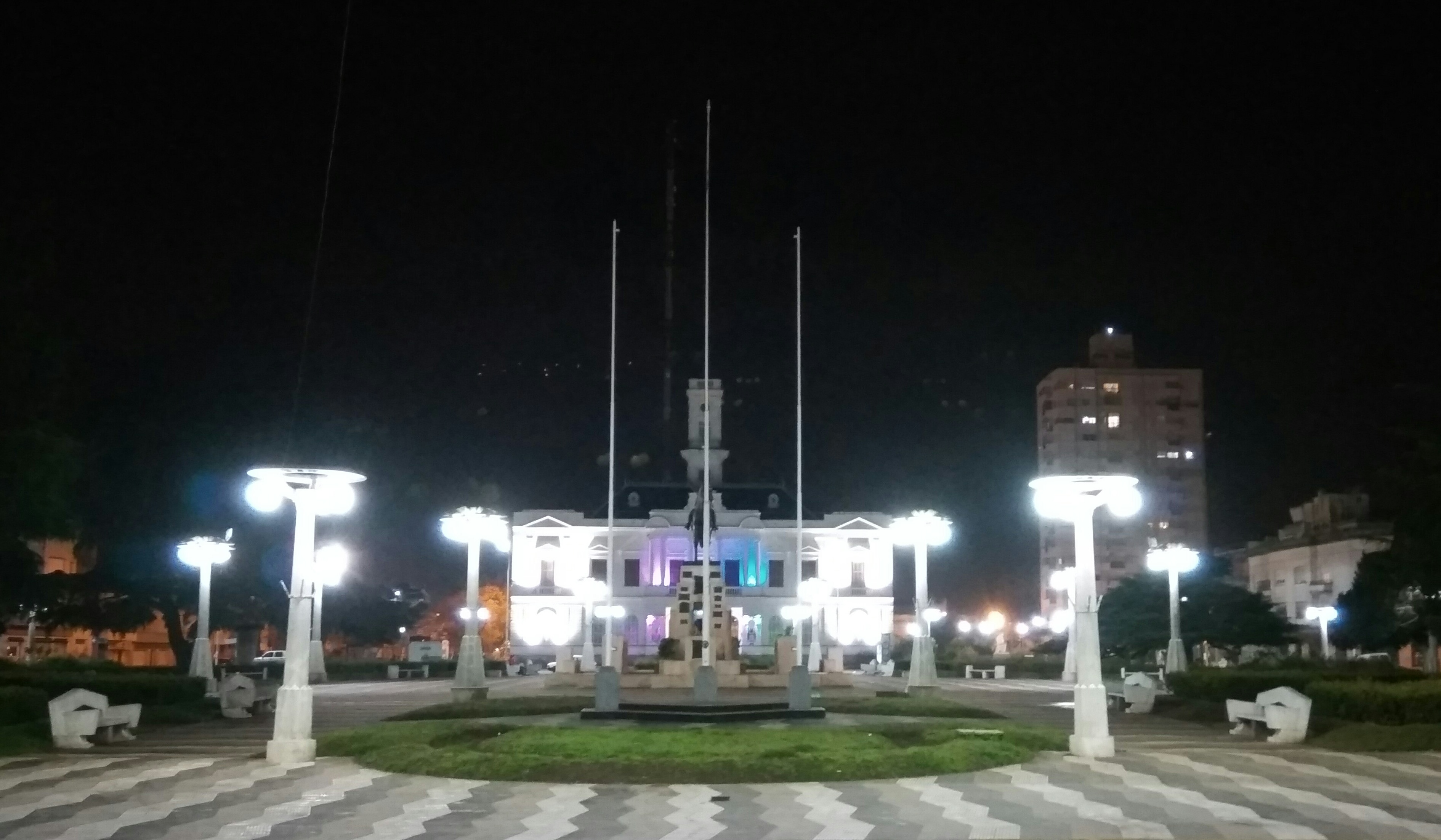
Vista nocturna

- Datos: Q6079801